# زون ۵۰۵ بست
زون ۵۰۵ بست یا زون جنوب غرب یکی از ۸ زون تشکیلات اداری وزارت امور داخله جمهوری اسلامی افغانستان می‌باشد که شامل ولایات هلمند و نیمروز می‌شود. زون معادل قول اردو در وزارت دفاع افغانستان است. فرمانده کنونی این زون عصمت‌الله دولت‌زی می‌باشد.